# Челищево (Калузька область)
Челищево (рос. Челищево) — присілок в Ізносковському районі Калузької області Російської Федерації.
Населення становить 26 осіб. Входить до складу муніципального утворення Присілок Івановське.

## Історія
Від 2004 року входить до складу муніципального утворення Присілок Івановське

## Населення
| 2002 | 2010 |
| ---- | ---- |
| 36   | ↘26  |